# Challenger de Braga 2021
El Braga Open 2021 fue un torneo de tenis perteneciente al ATP Challenger Tour 2021 en la categoría Challenger 80. Se trató de la 3ª edición; el torneo tevo lugar en la ciudad de Braga (Portugal), desde el 20 hasta el 26 de septiembre de 2021 sobre pista de tierra batida.

## Cabezas de serie

### Individuales masculino
| Favorito | País                | Jugador                  | Rank1 | Posición en el torneo |
| -------- | ------------------- | ------------------------ | ----- | --------------------- |
| 1        | Bandera de Brasil   | Thiago Monteiro          | 92    | CAMPEÓN               |
| 2        | Bandera de Japón    | Taro Daniel              | 112   | Cuartos de final      |
| 3        | Bandera de Francia  | Hugo Gaston              | 118   | Semifinales           |
| 4        | Bandera de Serbia   | Nikola Milojević         | 152   | FINAL                 |
| 5        | Bandera de Alemania | Cedrik-Marcel Stebe      | 168   | Cuartos de final      |
| 6        | Bandera de Italia   | Alessandro Giannessi     | 174   | Segunda ronda         |
| 7        | Bandera de Portugal | Frederico Ferreira Silva | 184   | Primera ronda         |
| 8        | Bandera de Canadá   | Steven Diez              | 203   | Primera ronda, retiro |

- 1 Se ha tomado en cuenta el ranking del 13 de septiembre de 2021.

### Otros participantes
Los siguientes jugadores recibieron una invitación (wild card), por lo tanto ingresan directamente al cuadro principal (WC):
- Pedro Araújo
- Tiago Cação
- Luís Faria

Los siguientes jugadores ingresan al cuadro principal tras disputar el cuadro clasificatorio (Q):
- Peter Heller
- Santiago Rodríguez Taverna
- Nikolás Sánchez Izquierdo
- Kaichi Uchida

## Campeones

### Individual Masculino
- Thiago Monteiro derrotó en la final a  Nikola Milojević, 7–5, 7–5

### Dobles Masculino
- ' Nuno Borges /  Francisco Cabral derrotaron en la final a  Jesper de Jong /  Bart Stevens, 6–3, 6–7(4), [10–5]